# Újpest-városkapu (métro de Budapest)
Újpest-városkapu est une station du métro de Budapest. Elle est sur la  .